# James Moroka
James Sebe Moroka (* 16. März 1891 in Thaba Nchu; † 10. November 1985 ebenda) war ein südafrikanischer Arzt, Politiker und von 1949 bis 1952 Präsident des African National Congress (ANC).

## Leben
Morokas Familie, die zu den Barolong gehörte, hatte Grundbesitz im Oranje-Freistaat. Moroka besuchte die Wesleyaner-Grundschule im Dorf Ratlou und danach zur High school an der Lovedale Mission. Mit Unterstützung des schottischen Geistlichen MacDonald ging er 1911 über Southampton nach Edinburgh, wo er mit weiterer Unterstützung das Matric vollendete und 1918 seinen Abschluss an der University of Edinburgh in Medizin erlangen konnte. Vor seiner Rückkehr arbeitete Moroka in einer englischen Landpraxis. In Südafrika wieder angekommen, eröffnete er in seiner Geburtsstadt eine Arztpraxis, die sich erfolgreich etablieren konnte.
Infolge der Hertzog-Gesetze engagierte Moroka sich politisch und übernahm eine führende Rolle als Schatzmeister der All African Convention (AAC) im Jahr 1936. Er sah sich in einer radikalen Opposition zu Hertzog und lehnte Kompromisse entschieden ab. 1942 wurde er als Kandidat für Transvaal in das Natives’ Representative Council (NRC) gewählt, womit er im Gegensatz zur generellen Politik der AAC stand, die die Wahlen boykottierte. Bis 1950 blieb er Mitglied des NRC. 
Im Dezember 1949 wurde er zum Präsidenten des ANC gewählt, obwohl er zu dieser Zeit nicht Mitglied der Partei war. Seine Wahl gelang aufgrund der Unterstützung der ANC Youth League unter der Führung von Walter Sisulu und Nelson Mandela, die Alfred Bitini Xuma wegen seiner gewaltfreien und gemäßigten Politik ablösen wollten. Obgleich Moroka hauptsächlich in seiner Geburtsstadt blieb und nicht nach Johannesburg in die Nähe des ANC-Hauptquartieres zog, war er bei der Planung und Organisation der Defiance Campaign und anderer öffentlichkeitswirksamer Aktionen des ANC beteiligt. Bei dem darauf folgenden Prozess auf Basis des Suppression of Communism Act im Jahre 1952 gegen ihn und weitere Mitglieder des ANC und des South African Indian Congress (British Crown vs. Sisulu and 19 others, Urteil vom 30. Juli) trennte Moroka sich von den anderen Angeklagten, nahm sich einen eigenen Anwalt und bemühte sich um Entschärfung gegenüber dem Apartheidsregime. Sein Ansehen wurde am Ende des Prozesses dadurch erheblich beeinträchtigt, als sein Anwalt einen Antrag auf mildernde Umstände stellte, den dieser mit der früheren Unterstützung Morokas bei Schulangelegenheiten seiner weißen Farmnachbarn begründete. Damit war er in den Augen der meisten ANC-Mitglieder diskreditiert, weil dieses Argument zur Anklageformulierung in keiner Beziehung gestanden haben soll. Bei der Nationalkonferenz des ANC Mitte Dezember 1952 kandidierte er zusammen mit Albert Luthuli und erhielt im Wahlgang nur geringe Unterstützung, die von den Delegierten aus dem Oranje-Freistaat kam. Bald darauf wurde er aus dem ANC ausgeschlossen. Sein Nachfolger als ANC-Präsident wurde schließlich Albert Luthuli.
Moroka zog sich in seine Heimatstadt zurück, wo er 1985 starb.

## Ehrungen
- Die südafrikanische Gemeinde Dr JS Moroka in der Provinz Mpumalanga wurde nach Moroka benannt.
- 2012 wurde Moroka postum der Order of Luthuli in Gold verliehen.